# Paul Bamba
Paul Bamba (Río Piedras, Puerto Rico; 15 de agosto de 1989 – Ciudad de Nueva York, Estados Unidos; 27 de diciembre de 2024) fue un boxeador puertorriqueño de las categorías de peso mediopesado y peso crucero.

## Carrera
El 4 de octubre de 2022 se anunció que Bamba pelearía ante el británico Tommy Fury como parte de la cartelera que tenía como pelea principal Floyd Mayweather Jr. vs Deji en el Coca-Cola Arena en Dubai. En el pesaje del 12 de noviembre de 2022 su peso fue de 176.6 Ibs mientras que Fury marcó un peso de 181.4 Ibs. Bamba se negó a pelear a pesar de haber firmado el contrato al día siguiente, y fue reemplazado en la pelea por el camerunés Rolly Lambert.
En noviembre de 2024 Bamba fue el primer boxeador que firmó un contrato con la empresa de entretenimiento Ne-Yo.
En 2024 Bamba rompió el récord de Mike Tyson al ser el boxeador con más victorias por nocaut en año calendario con 14 en ese año.

## Resultados
| No. | Resultado   | Récord | Rival                        | Tipo | Round, tiempo | Fecha                   | Sede                                                                       | Notas                                    |
| --- | ----------- | ------ | ---------------------------- | ---- | ------------- | ----------------------- | -------------------------------------------------------------------------- | ---------------------------------------- |
| 22  | Sí Victoria | 19–3   | Rogelio Medina Luna          |      |               | 21 de diciembre de 2024 | Carteret Performing Arts Center, Carteret, New Jersey, Estados Unidos      | Ganó el título peso crucero del WBA Gold |
| 21  | Sí Victoria | 18–3   | Santander Silgado Gelez      |      |               | Noviembre 2024          | Abba Shrine, Mobile, Alabama, Estados Unidos                               |                                          |
| 20  | Sí Victoria | 17–3   | Francisco Cordero            |      |               | Octubre 2024            | DoubleTree by Hilton, Mánchester, Inglaterra                               |                                          |
| 19  | Sí Victoria | 16–3   | Ángel Giovanni Ocano García  |      |               | Agosto 2024             | Agua Prieta, México                                                        |                                          |
| 18  | Sí Victoria | 15–3   | José Luis Herrera            |      |               | Julio 2024              | Gimnasio Yorby Mendoza, Cartagena, Colombia                                |                                          |
| 17  | Sí Victoria | 14–3   | Ronald Montes                |      |               | Julio 2024              | Gimnasio Yorby Mendoza, Cartagena, Colombia                                |                                          |
| 16  | Sí Victoria | 13–3   | Francisco Fuentes            |      |               | Junio 2024              | Club de Boxeo Atila, Florida, Estados Unidos                               |                                          |
| 15  | Sí Victoria | 12–3   | José Ramón Escobedo          |      |               | Mayo 2024               | La Terraza Sport Bar, Agua Prieta, Sonora, México                          |                                          |
| 14  | Sí Victoria | 11–3   | Adoni Zapata García          |      |               | Abril 2024              | Complejo Deportivo Santiago Rodriguez, Santo Domingo, República Dominicana |                                          |
| 13  | Sí Victoria | 10–3   | Pedro Miranda                |      |               | Abril 2024              | Coliseo de Pescaito David Ruiz Ureche, Santa Marta, Colombia               |                                          |
| 12  | Sí Victoria | 9–3    | Víctor Coronado              |      |               | Marzo 2024              | Coliseo de Pescaito David Ruiz Ureche, Santa Marta, Colombia               |                                          |
| 11  | Sí Victoria | 8–3    | Jefferson Troncoso           |      |               | Febrero 2024            | Coliseo de Pescaito David Ruiz Ureche, Santa Marta, Colombia               |                                          |
| 10  | Sí Victoria | 7–3    | Sergio Luna                  |      |               | Enero 2024              | Coliseo de Pescaito David Ruiz Ureche, Santa Marta, Colombia               |                                          |
| 9   | Sí Victoria | 6–3    | Guillermo Ponce              |      |               | Enero 2024              | Coliseo de Pescaito David Ruiz Ureche, Santa Marta, Colombia               |                                          |
| 8   | No Derrota  | 5–3    | Chris Ávila                  |      |               | Abril 2023              | XULA Convocation Center, New Orleans, Louisiana, Estados Unidos            |                                          |
| 7   | Sí Victoria | 5–2    | Francisco Morelos            |      |               | Septiembre 2022         | Coliseo Luis Patron Rosano, Santiago de Tolu, Colombia                     |                                          |
| 6   | No Derrota  | 4–2    | Derrick Vann                 |      |               | Agosto 2022             | Boardwalk Hall, Atlantic City, New Jersey, Estados Unidos                  |                                          |
| 5   | Sí Victoria | 4–1    | Dionisio Miranda             |      |               | Junio 2022              | Club Anibal Gonzalez, Cartagena, Colombia                                  |                                          |
| 4   | Sí Victoria | 3–1    | Hector Nava López            |      |               | Octubre 2021            | La Terraza Sport Bar, Agua Prieta, Sonora, México                          |                                          |
| 3   | No Derrota  | 2–1    | Abraham Velázquez Salazar    |      |               | Junio 2021              | Cancha 4, Hermosillo, Sonora, México                                       |                                          |
| 2   | Sí Victoria | 2–0    | Juan Manuel Valenzuela Palma |      |               | Enero 2021              | La Terraza Sport Bar, Agua Prieta, Sonora, México                          |                                          |
| 1   | Sí Victoria | 1–0    | Félix Alexis Cárdenas        |      |               | Enero 2021              | La Terraza Sport Bar, Agua Prieta, Sonora, México                          |                                          |